# ギンザンマシコ
ギンザンマシコ（銀山猿子、学名：Pinicola enucleator）は、スズメ目アトリ科に分類される鳥類の一種である。

## 分布
アメリカ合衆国、カザフスタン、カナダ、スウェーデン、中華人民共和国北部、日本、ノルウェー、フィンランド、モンゴル、ラトビア、ロシア
スカンジナビア半島北部からロシア極東地域に至るユーラシア大陸の亜寒帯と、アラスカ、カナダ北部、ロッキー山脈で繁殖し、一部の個体は冬季に南方へ渡る。
日本では、北海道の高山（大雪山系など）で少数が繁殖するほか、冬鳥として北海道の各地に渡来する。本州でも冬季まれに観察される。

## 形態
全長20-22cm。腹部の羽毛は灰色。翼や尾羽の羽毛は黒褐色で、羽縁は淡色。
オスは全身が赤い羽毛で覆われる。メスは全身が黄褐色の羽毛で覆われる。

## 亜種
4-11亜種に分かれるとされる。日本では、次の2亜種が記録されている。
- Pinicola enucleator sakhalinensis　(Buturlin, 1915)　ギンザンマシコ
- Pinicola enucleator kamtschatkensis　(Dybowski, 1883)　コバシギンザンマシコ

## 生態
高山帯や針葉樹林に生息する。冬季になると標高の低い場所へ移動し、小規模の群れを形成する。冬季には市街地の街路樹でも見られる。
食性は雑食で昆虫類、木の葉、果実（ナナカマド、ハイマツ、ハンノキ）等を食べる。地上でも樹上でも採食を行う。

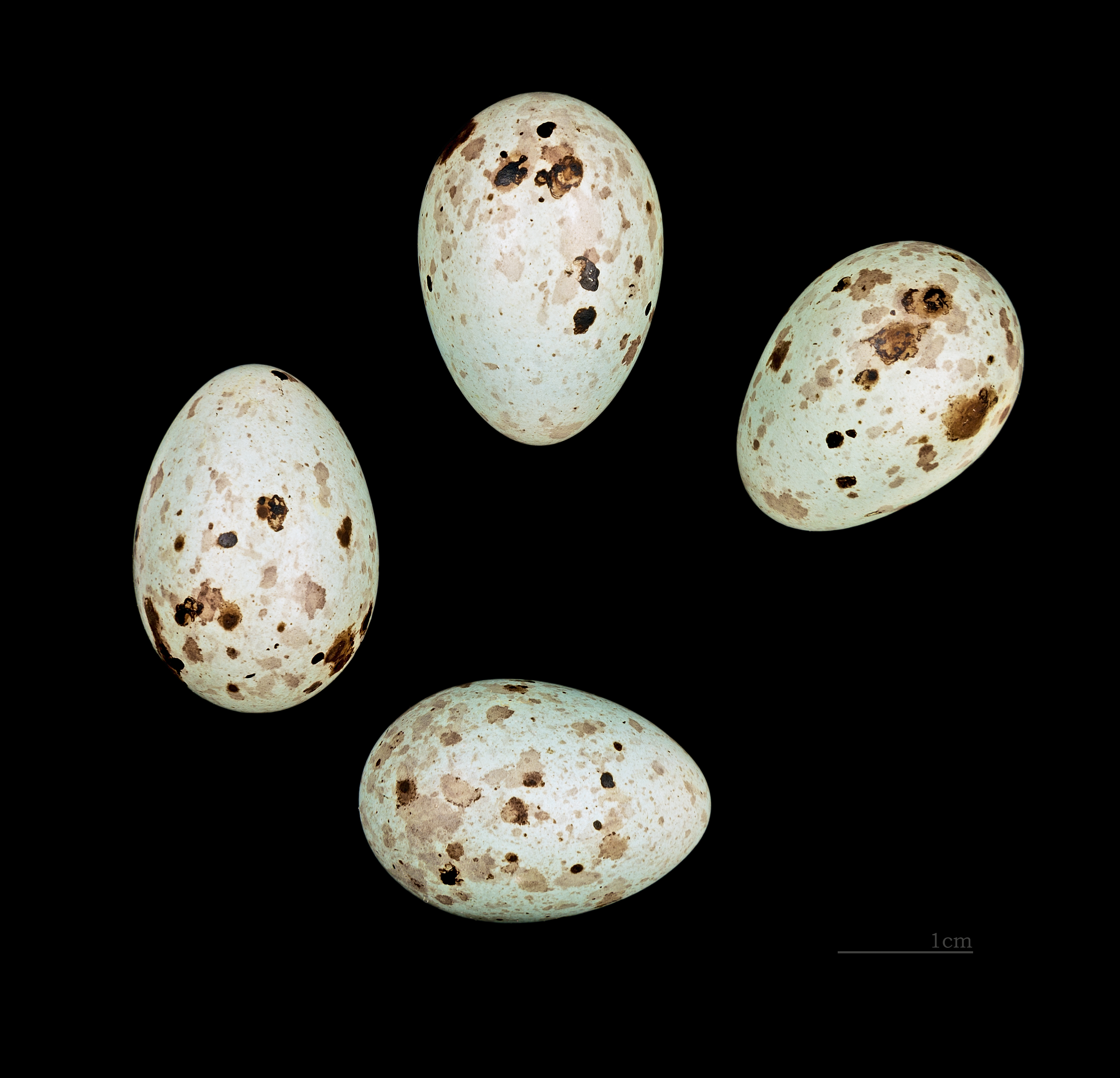
Pinicola enucleator

ハイマツ等の樹上に枯枝を組み合わせた皿状の巣を作り、日本では5-6月に1回に3-5個の卵を産む。メスのみが抱卵し、抱卵期間は13-14日。雛は孵化してから約14日で巣立つ。
比較的、人を恐れない。
地鳴きは「ピュル　ピュル」など。さえずりは「ピュイーピュイーピュヨ　ピュヨ　ピュヨ」「ピュルピュルピュロルリリ」などのように聞こえる。